# Marcato

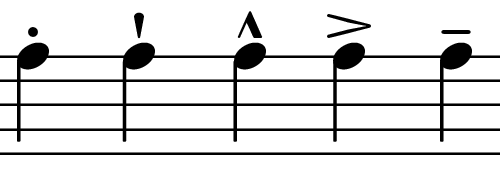
Symbol přímo uprostřed je marcato. Značka napravo od něj se nazývá akcent.

Marcato (zkratkou Marc.) je hudební instrukce, značící, že označená nota, akord, dvojzvuk, nebo pasáž se má zahrát stejně, nebo i více důrazně, než kdyby byla označena obyčejným akcentem. Zapsána může být buď slovem marcato (a to buď pod, nebo nad osnovu), nebo značkou ∧ nad notu. Marcato je v podstatě silnější verzí obyčejného akcentu (značky >).
Pro jazzové hráče obvykle marcato znamená, že má nota být zkrácena asi na dvě třetiny své původní délky a má k ní být přidán pouze mírný důraz. Hráči na strunné nástroje jej mohou interpretovat jako martellato.